# Mike Ouellette
Mike Ouellette (Kamloops, Britanska Kolumbija, 6. srpnja 1982.) kanadski je profesionalni hokejaš na ledu. Igra na poziciji centra.

## Karijera
Četiri je godine studirao engleski jezik na sveučilištu Dartmouth i igrao za njihovu hokejašku momčad. U četiri godine igranja Ouellette je u 136 utakmica upisao 58 golova i 80 asistencija. U sezoni 2005./06. proglašen je za najboljeg obrambenog napadača ECAC-a (Eastern College Athletic Conference), jedne od šest konferencija NCAA divizije I. Tijekom tog razdobolja u napadačkoj liniji igrao je s Leejom Stempniakom (St. Louis Blues) i Davidom Jonesom (Colorado Avalanche), danas NHL igračima. Bio je jedan od najboljih strijelaca sveučilišta svih vremena.
Prvi profesionalni angažman dobio je u ECHL-u (East Coast Hockey League) za klub Charlotte Checkers. U prvoj od dvije odigrane sezone nastupio je u 67 utakmica te postigao 17 golova i 30 asistencija, što mu je donijelo 47 bodova. Sljedeće dvje godine proveo je u AHL-u (American Hockey League), drugoj po snazi ligi na američkom kontinentu igrajući za Hartford Wolf Pack. Ondje je odigrao dvije solidne sezone u kojima je ukupno zabio 28 golova i 29 asistencija.

### KHL Medveščak (2009.)
Ouellette je bio na meti NHL klubova, a primamljivu ponudu uz još neke dobio je iz NHL-a od New York Islandersa. Međutim, hrvatski Medveščak poslao svoju ponudu, a kako je vrijeme sve više odmicalo, Medveščakova ponuda činila mu se sve bolja. Tako se odlučio na odlazak i potpisao za "medvjede" krajem srpnja. Još jedan od razloga odlaska bila je želja igranja ofenzivnije uloge u momčadi. Ubrzo je Ouellette postao jedan od miljenika navijača i velika želja za narednu sezonu kad je riječ o ostanku u klubu. Naime, na polovici sezone statistika je pokazala da je kanadski napadač najkorisniji igrač kluba te najbolji strijelac (ni asistencije mu nisu strane).

## Statistika karijere
Bilješka: OU = odigrane utakmice, G = gol, A = asistencija, Bod = bodovi, +/- = plus/minus, KM = kaznene minute, GV = gol s igračem više, GM = gol s igračem manje, GO = gol odluke
| 2005./06. | Springfield Falcons | AHL  | 3  | 0  | 1  | 1  | -1 | 0  | - | - | - |   |   |   |   |    |   |   |   |   |
| 2006./07. | Charlotte Checkers  | ECHL | 69 | 17 | 30 | 47 | 15 | 27 | - | - | - | 5 | 0 | 0 | 0 | -3 | 0 | - | - | - |
| 2007./08. | Charlotte Checkers  | ECHL | 6  | 3  | 2  | 5  | -1 | 4  | - | - | - |   |   |   |   |    |   |   |   |   |
| 2007./08. | Hartford Wolf Pack  | AHL  | 69 | 13 | 13 | 26 | 8  | 16 | - | - | - | 5 | 1 | 2 | 3 | 3  | 0 | - | - | - |
| 2008./09. | Hartford Wolf Pack  | AHL  | 77 | 15 | 16 | 31 | 19 | 24 | - | - | - | 6 | 1 | 2 | 3 | 0  | 4 | - | - | - |
| 2009./10. | KHL Medveščak       | EBEL | 27 | 14 | 12 | 26 | 2  | 20 | 3 | 1 | 2 |   |   |   |   |    |   |   |   |   |

## Vanjske poveznice
- Profil na The Internet Hockey Database